# 林田操
林田 操（はやしだ みさお、1880年12月28日 - 1972年1月11日）は、日本の政治家。衆議院議員（1期）。

## 経歴
福岡県出身。1906年、東京帝国大学独法科卒。富士瓦斯紡績(株)に入り、工場長、調査部長から、中津絹糸紡績(株)専務取締役を経て、富士瓦斯紡績専務取締役となり、富士電力(株)取締役、(株)伊勢丹常務取締役を務めた。
1934年1月の福岡4区での補欠選挙に立憲政友会公認で立候補して初当選した。衆議院議員を1期務め、1936年の第19回衆議院議員総選挙には出馬しなかった。1972年死去。